# Qia’erlong (sockenhuvudort i Kina, Xinjiang Uygur Zizhiqu, lat 38,05, long 75,96)
Qia'erlong är en sockenhuvudort i Kina. Den ligger i den autonoma regionen Xinjiang, i den nordvästra delen av landet, omkring 1 200 kilometer sydväst om regionhuvudstaden Ürümqi. Antalet invånare är 4 823. Befolkningen består av 2 368 kvinnor och 2 455 män. Barn under 15 år utgör 29,0 %, vuxna 15-64 år 64 %, och äldre över 65 år 6,0 %.
Runt Qia'erlong är det mycket glesbefolkat, med 7 invånare per kvadratkilometer. Det finns inga andra samhällen i närheten. Trakten runt Qia'erlong består i huvudsak av gräsmarker.
Genomsnittlig årsnederbörd är 210 millimeter. Den regnigaste månaden är maj, med i genomsnitt 34 mm nederbörd, och den torraste är januari, med 4 mm nederbörd.